# Les Baux-Sainte-Croix
Les Baux-Sainte-Croix é uma comuna francesa na região administrativa da Normandia, no departamento de Eure. Estende-se por uma área de 17,14 km². Em 2010 a comuna tinha 867 habitantes (densidade: 50,6 hab./km²).